# Strongylacidon oxychaetum
Strongylacidon oxychaetum is een gewone sponsensoort uit de familie van de Chondropsidae. De wetenschappelijke naam van de soort is voor het eerst geldig gepubliceerd in 2012 door Menegola, Garcia Santos, Moraes & Muricy.